# Salvia ballotiflora
Salvia ballotiflora es una planta herbácea de la familia de las lamiáceas. Es originaria de Texas en los Estados Unidos y el nordeste y centro de México.

## Descripción
Es un arbusto que alcanza hasta una altura de 1.2-1.8 m de altura. Las hojas aovadas miden 1.5-3.8 cm de largo y tienen los márgenes ondulados o dentados. Con tricomas sobre las superficies superior e inferior de las hojas, que les dan una textura áspera. Sus flores de color azul de color púrpura son menores de 1,3 cm de longitud y son producidas a partir de abril a octubre.

## Hábitat y distribución
S. ballotiflora se encuentra en la meseta de Edwards y Tamaulipan mezquital en el sur y el oeste de Texas. Su área de distribución en México incluye los estados de Coahuila, Durango, Hidalgo, Nuevo León y Zacatecas. Prefiere los suelos alcalinos, como los cañones de piedra caliza.

## Usos
Las hojas se utilizan para condimentar los alimentos. Se cultiva como planta ornamental por sus flores de colores.

## Taxonomía
Salvia ballotiflora fue descrita por George Bentham y publicado en Labiatarum Genera et Species 270–271. 1833.
Etimología
Ver: Salvia
Sinonimia
- Salvia ballotiflora var. eulaliae Fernald
- Salvia laxa Benth.[7][8]
- Salvia ballotaeflora[2]